# Lac des Doyards
Le lac des Doyards est une pièce d'eau située dans la commune belge de Vielsalm, en Ardenne, au nord-est de la province de Luxembourg. Il est alimenté par la Salm.

## Description
D'une superficie d'11 hectares, ce lac s'est formé en 1978 par la construction d'un barrage sur la Salm à proximité du centre de Vielsalm. La profondeur varie de 90 cm au point d’entrée de la Salm à 6 à 7 m au niveau du barrage. Ce barrage a pour but de prévenir des inondations lors des crues de la Salm.

## Loisirs
Le lac est géré par la société Ourthe et Somme, laquelle a confié la gestion halieutique des lieux à la société de pêche La Salmiote. Une douzaine de variétés de poissons sont répertoriées. Parmi ceux-ci, plusieurs brochets de tailles imposantes y ont été pêchés. Un ponton d'une trentaine de mètres a été aménagé au bord oriental du lac. Il mène à un espace couvert d'une toiture à huit pans.
Le lac des Doyards est aussi bien fréquenté par les pêcheurs que par les promeneurs qui peuvent faire le tour du lac (1,8 km). La baignade est interdite. Une plaine de jeux se situe à l'extrémité sud du lac.
Chaque année, la journée du lac a lieu dans le courant du mois d'août.

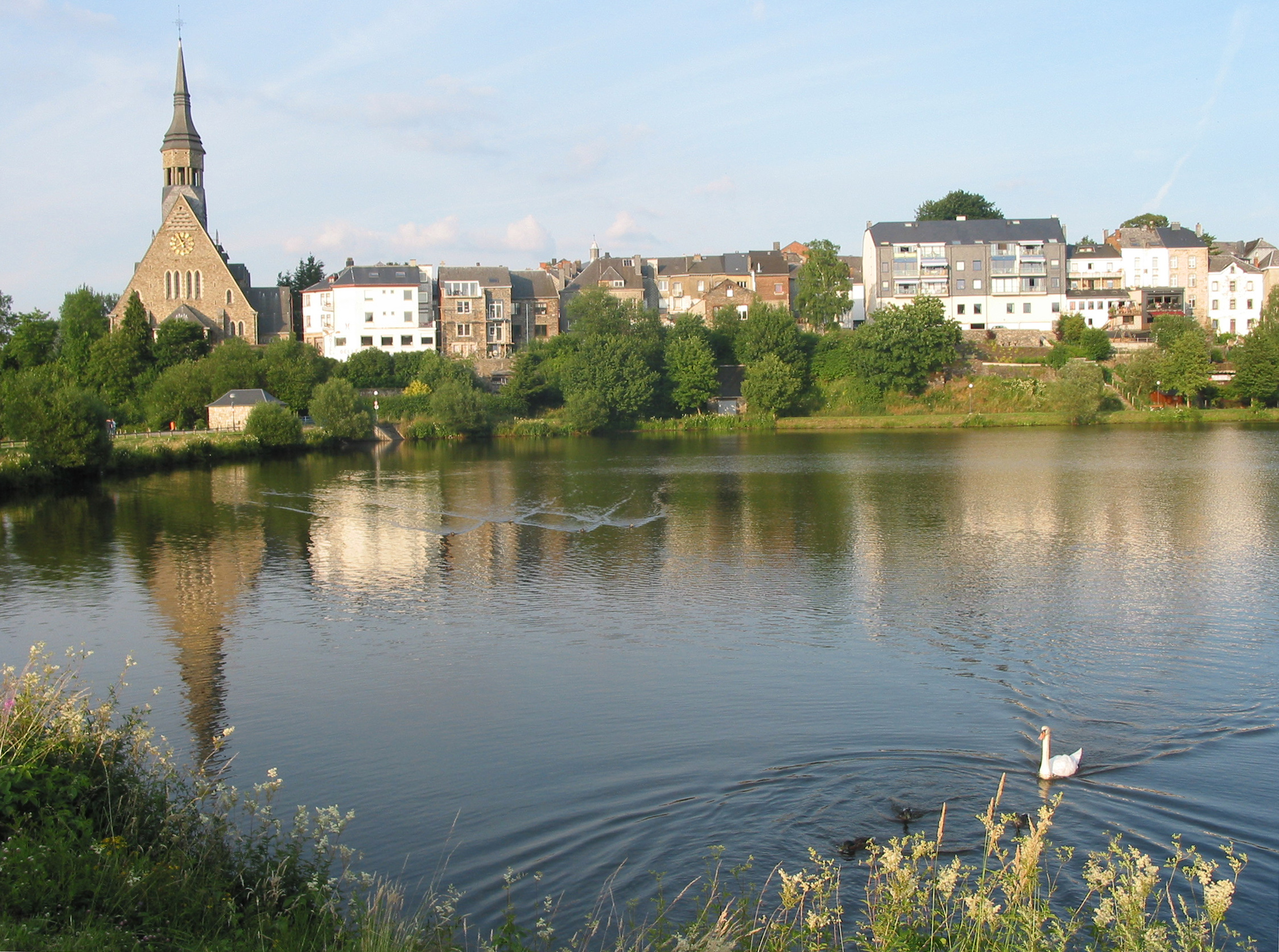

## Sources et liens externes
- « La Salmiote », sur lasalmiote.be (consulté le 5 mai 2023)
- « Le lac des Doyards,Vielsalm », sur Luxembourg Belge (consulté le 2 octobre 2020)